# Ante Todo Colombia

Logo presidenciales 2018

Ante Todo Colombia es un movimiento social digital de origen colombiano, constituido oficialmente el 1 de agosto de 2017. Fue fundado por Juan Carlos Pinzón como vehículo para la recolección de firmas para la campaña presidencial del 2018. Pinzón, se inscribió como candidato a la Presidencia de la República el 9 de marzo de 2018 a través del movimiento después de recoger las firmas requeridas por la Registraduría Nacional. Actualmente, el Movimiento Ciudadano posee una ideología de centro[cita requerida]. Está liderado por un grupo de jóvenes que tomaron la bandera de campaña del candidato Pinzón y buscan hacer política de una forman novedosa, mediante su plataforma digital, que es su principal herramienta.  

## Historia
Los orígenes del Movimiento Ciudadano Digital Ante Todo Colombia, se remontan al mes de agosto del año 2017. En esta fecha, Juan Carlos Pinzón decide crear su propio movimiento político para su postulación a la presidencia de Colombia.
Luego de su fundación, Juan Carlos Pinzón inicia una travesía por el país buscando recolectar las firmas necesarias para poder inscribir su candidatura presidencial bajo el Movimiento Ciudadano Ante Todo Colombia.
El 4 de diciembre del 2017, Ante Todo Colombia, su comité promotor y Juan Carlos Pinzón, presenta ante la Registraduría 863,129 firmas, de las cuales se aprueban 569,042. Cantidad que supera el umbral para poder aspirar a la presidencia de la república bajo este Movimiento Ciudadano.
El 9 de marzo de 2018, Juan Carlos Pinzón inscribe su candidatura presidencial ante la registraduría Nacional, bajo el Movimiento Ciudadano Ante Todo Colombia. Días después (el 16 de marzo de 2018), se hace una coalición con otro movimiento, en donde Ante Todo Colombia se vuelve el Movimiento Ciudadano del también candidato presidencial Germán Vargas Lleras.
El 27 de mayo de 2018 en las elecciones presidenciales, Ante Todo Colombia, en coalición, logra 1.400.000 votos, Ese mismo día termina la coalición que se había realizado con el partido político Cambio Radical para las elecciones presidenciales[cita requerida].
En julio de 2018, se toma la decisión de usar la tecnología como la principal herramienta del movimiento, para representar los intereses de los colombianos. Así entonces, Ante Todo Colombia se convierte en el primer Movimiento Ciudadano Digital del país[cita requerida].
El 2 de septiembre del 2018 Ante Todo Colombia hace el lanzamiento de su plataforma digital, en donde los jóvenes pueden participar directamente, y con real incidencia, en asuntos, políticos, sociales, económicos, entre otros, del país.